# Museu Etnològic de Dénia
El Museu etnològic de Dénia (Marina Alta, País Valencià) tracta sobre els moments d'auge i esplendor que va viure la ciutat en la segona meitat del segle xix a causa del comerç de la pansa. Aquest fet va provocar un gran desenvolupament urbanístic i va crear un ambient cultural i una societat burgesa consolidada que va gaudir dels avançaments del moment, com el tren i el gas, entre d'altres.
El cultiu de la vinya, el procés d'elaboració de la pansa, el paper del port i dels magatzems, les fluctuacions i el zenit de la seua comercialització cap a Anglaterra, el Nord d'Europa i Amèrica constitueixen el fil de la proposta museográfica. Així mateix, la ciutat i els costums d'aleshores queden retratats a través de les imatges gràfiques, les arts i altres manifestacions amb què compta el museu.